# Schneckenhausen
Schneckenhausen là một đô thị ở huyện Kaiserslautern, bang Rheinland-Pfalz, phía tây nước Đức. Đô thị Schneckenhausen có diện tích 3,71 km².
Schneckenhausen có cự ly 11 km về phía bắc Kaiserslautern.